# Moschea di Sinan Pascià
La moschea di Sinan Pascià è una moschea ottomana situata nel quartiere densamente popolato di Beşiktaş, a Istanbul, in Turchia. Fu costruito dall'architetto ottomano Mimar Sinan per l'ammiraglio Sinan Pascià. La türbe (mausoleo) di Khayr al-Dīn Barbarossa si trova proprio di fronte.

## Storia
La moschea fu finanziata dall'ammiraglio ottomano Sinan Pascià che era il fratello minore del gran visir Rüstem Pascià. La moschea fu progettata dall'architetto imperiale Mimar Sinan. Sinan Pascià morì nel 1554 e i lavori iniziarono dopo la sua morte. L'iscrizione di fondazione araba dorata sopra il portale ad arco della moschea registra la data di completamento come novembre/dicembre 1555. L'iscrizione turca scolpita intorno al bacino della fontana di marmo bianco nel cortile registra la data del 1555-56.

## Architettura
La corte della moschea è circondato su tre lati dalla madrasa. Questa ha un tetto a capanna sostenuto da brevi colonne e manca di un'aula. Al centro del cortile c'è una fontana rettangolare. La moschea è costruita con strati alternati di bugnato e mattoni. Il lato nord della moschea aveva originariamente un doppio portico, ma nel 1749 il portico interno con cinque cupole fu incorporato nella sala di preghiera. La cupola di 12,6 metri è sostenuta da sei archi con due pilastri esagonali indipendenti. La decorazione originale dipinta non è sopravvissuta. Il semplice minbar è in marmo bianco. Lo hammam, che faceva parte della dotazione originale, fu demolito nel 1957.
Lo stile della moschea di Sinan Pascià è stato paragonato alla precedente Moschea Üç Şerefeli di Edirne che risale al 1437-1448. In entrambe le moschee una cupola è sostenuta da sei archi con due pilastri indipendenti.